# Ráj

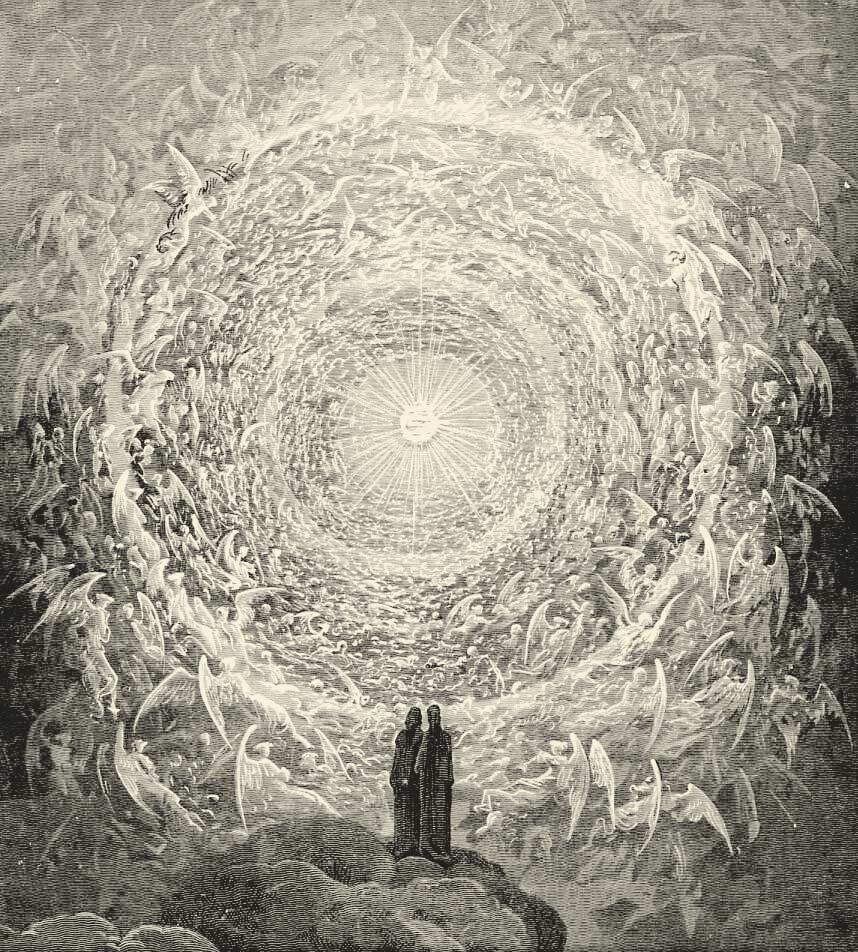
Dante a Beatrice hledí do nejvyššího nebe, ilustrace Gustava Dóreho v knize Božské komedie.

Ráj (hebrejsky eden, řecky Εδέμ) je v některých náboženstvích místo, kde po smrti existují duše spravedlivých a bohabojných věřících (v křesťanství ve věčné blaženosti, v islámu v rozkoši). Opakem ráje je peklo.
Je to součást jiného světa. Podle křesťanských představ byl ráj ztracen v důsledku prvotního hříchu, je symbolicky situovaný na Východě, který je také symbolem Ježíše Krista. Proto jsou křesťanské kostely zpravidla orientované tak, aby presbyterium (svatyně) a oltář směřovaly na východ, k ráji. Ráj (resp. Nebe) je cílem největších nadějí.
Ve Starém Zákoně se nacházejí zmínky o ráji v:
- Genesis 2:8 Štípil pak byl Hospodin Bůh ráj v Eden na východ.

V Novém Zákoně se nacházejí zmínky o ráji v:
- Lukáš 23,43 Ježíš mu odpověděl: „Amen, pravím ti, dnes budeš se mnou v ráji.“[1]

Někteří teologové si pomohli fintou, při které stačí posunout čárku: Amen, pravím ti dnes, budeš se mnou v ráji.
- 2 Ko 12:4 Při uchvácení „do třetího nebe“ vstoupil Pavel do „ráje“.
- Zjevení 2,7Z strom života, kteréž jest uprostřed ráje Božího.

Myšlenka ráje a pekla jako dvou aspektů – odměna a trest za pozemský život – vznikla z původních nediferencovaných představ o říši mrtvých pro všechny mrtvé bez rozdílu. Mezi nejstarší známé ráje patří staroegyptský ráj na svatých polích Aalu.[zdroj?] Ráj (respektive zahrada Eden) byl na středověkých kresbách zobrazován jako město obehnané hradbami, se čtyřmi branami a uprostřed stromem. Tento symbol ve starověké Mezopotámii označoval město (bohaté a poskytující ochranu).